# Anna Navarro Descals
Anna Navarro Descals   (Olot, 21 de febrer de 1968), més coneguda com a Anna N. Schlegel, és una empresària i política catalana. És vicepresidenta de l'empresa de construcció californiana Procore i cap d'estratègia de la catalana GPAInnova des del 2021. El 2020 va ser nomenada com la número 9 del rànquing de les 100 dones més influents del món en tecnologia per la revista Analytics Insight. El 2021 la més admirada per la revista CIO Look. Viu a Califòrnia des del 1992. El 2020 també era la cap executiva de l'ONG Women in Technology amb cinc directives més. Va ser guardonada amb la Creu de Sant Jordi el 2021.
De jove es va familiaritzar amb l'anglès, el francès i l'alemany, a més del català i el castellà. Va estudiar filologia alemanya i anglesa a la Universitat de Barcelona. Va començar a treballar a British Airways des de l'Aeroport del Prat per elaborar rutes o fer el checking. Es va desplaçar a viure a Califòrnia, on va crear una empresa de traduccions. Després li va arribar l'oferta per treballar a Cisco Systems on des del 1994 va contribuir en la globalització de l'empresa. Més endavant, ha estat a Xerox, VMware i VeriSign. La va contractar NetApp el 2008, una empresa dedicada a l'emmagatzematge de dades amb seu a Silicon Valley, on liderava un equip format per 200 professionals. El 2021 va canviar de feina i va començar a treballar a Procore i GPAInnova.
El 2017 va publicar el llibre Truly Global sobre com les grans empreses poden tenir èxit en una economia global competitiva. El llibre va defensar la globalització dels mercats i va ser un contrapunt a l'aposta del president Donald Trump al proteccionisme. El 2023 es va publicar una versió en català de l'obra, publicada per LaBreu Edicions.
Es va presentar a les llistes de Junts per Catalunya a les eleccions al Parlament de Catalunya de 2024, com a segona de la llista de Carles Puigdemont.
Des d'octubre de 2024 és encarregada de la cartera de transformació digital, intel·ligència artificial i Catalunya al Món del seu partit.